# Ritratto virile (Raffaello Galleria Borghese)
Il Ritratto virile è un dipinto a olio su tavola (45x31 cm) di Raffaello Sanzio, databile al 1503-1504 circa e conservato nella Galleria Borghese a Roma.

## Storia
L'opera si trova menzionata per la prima volta nell'inventario della galleria dell'anno 1700 con l'attribuzione a Raffaello, che negli inventari successivi è invece riferita a Hans Holbein il Giovane (1833). Più tardi Mündler (1869) lo identificò con un possibile autoritratto del Perugino, mentre Morelli riprese l'attribuzione al Sanzio, come possibile ritratto del Pinturicchio.
Nel 1911 la tavola venne restaurata da Luigi Cavenaghi, togliendo antiche ridipinture, tra cui un diverso copricapo e una pesante casacca di pelliccia, aperta su una camicia chiara, che erano stati dipinti forse per assecondare l'attribuzione al pittore nordico. In seguito, a parte Adolfo Venturi, l'opera venne attribuita a Raffaello dai maggiori studiosi, quali Frizzoni, Ricci, Longhi.
Tra le proposte di identificazione del soggetto si sono anche fatti i nomi del poeta Serafino Aquilano e Francesco Maria della Rovere. La datazione più accettata lega l'opera a ridosso dello Sposalizio della Vergine, quindi al 1503-1504.

## Descrizione e stile
Il protagonista è ritratto frontalmente a metà figura, mentre fissa verso lo spettatore, con una leggera divergenza verso destra, che alleggerisce il contatto visivo diretto e dà una connotazione altera e schiva del soggetto. Il personaggio, dai lunghi capelli mossi ricadenti sulle spalle, indossa una vistosa berretta con tesa rovesciata, un manto e una cappa nera. Lo sfondo è un paesaggio di stile umbro, con colline che si perdono sfumando all'orizzonte e l'accorgimento di farle digradare verso il centro del dipinto per creare una sorta di cornice ideale al volto.
L'abbigliamento di colore scuro, oltre che i severi tratti fisionomici donano regalità e imponenza alla figura.